# Дворец Шлайсхайм
Дворец Шлайсхайм (нем. Schloss Schleißheim) — дворцово-парковый ансамбль эпохи барокко в окрестностях Мюнхена (коммуна Обершлайсхайм), служивший одной из резиденций баварских Виттельсбахов. 

## История
Усадьба Шлайсхайм была заложена герцогом Вильгельмом V (1548—1626) в 1597 году. Первоначально это была просто усадьба в комплексе с другими хозяйственными помещениями и небольшой церковью. С 1616 года комплекс переходит во владение его сына курфюрста Максимилиана I. В 1617 году герцог Максимилиан перестроил усадьбу в дворец, проект которого был разработан архитектором Генрихом Шёном Старшим в 1616—1623 годах.
Новая глава в развитии дворца начинается с правления курфюрста Максимилиана II Эмануэля. Между 1701 и 1706 годами Новый дворец в Шлайсхайме строил швейцарский архитектор Энрико Цуккали. Фасад дворца был завершён Л. фон Кленце и Йозефом Эффнером.
В этот период был построен малый дворец Лустхайм (Lustheim), «Дом удовольствий», пример немецкого дома-«казино» в венецианском духе. Это было первое светское здание к северу от Альп, плафон (потолок) которого украшали фрески. С 1719 года новые интерьеры дворца Шлайсхайм и сад проектировал архитектор-декоратор Йозеф Эффнер.
Монументальный новый дворец, построенный после 1700 года, — характерный пример «малых Версалей», строившихся немецкими правителями в XVIII веке. Роспись на потолках, лепнина и мебель являются примером великолепия и роскоши того времени. Большая часть Старого дворца была разрушена во время Второй мировой войны, но впоследствии дворец был отреставрирован.

## Картинная галерея
Во дворце выставлены картины эпохи барокко, принадлежащие Баварскому государственному собранию картин. Галерея состоит из произведений фламандских художников Питера Пауля Рубенса и Антониса Ван Дейка, итальянцев Гвидо Рени, Луки Джордано, Гверчино, Карло Сарачени, Алессандро Турча, Карло Дольчи и Пьетро да Кортона, немецких живописцев Иоахима фон Зандрарта, Иоганна Генриха Шёнфельда, Иоганна Карла Лота и испанских художников Алонсо Кано и Хосе де Рибера.

## Парк
Большой парк — один из немногих сохранившихся барочных садов в Германии. Парк с каналами и рощами был распланирован Энрико Дзуккалли, а большой цветник и водопады — Домиником Джирардом, учеником Андре Ленотра.
Дворец и парк служат фоном для двух знаменитых в истории кинематографа фильмов — «В прошлом году в Мариенбаде» и «Тропы славы».